# Hrabství Antrim
Hrabství Antrim (anglicky County Antrim, irsky Contae Aontroma či skotsky Coontie Antrim) je severoirské hrabství, patřící do bývalé provincie Ulster. Sousedí s hrabstvím Down na jihu a s hrabstvím Londonderry (Derry) na západě. Přes Lough Neagh sousedí také s hrabstvími Tyrone a Armagh. Severovýchodní pobřeží omývá Severní průliv, oddělující Irsko od Skotska.
Hlavním městem hrabství je Antrim. Hrabství má rozlohu 3064 km² a žije v něm 616 384 obyvatel. Na území hrabství se také nachází větší část Belfastu, největšího severoirského města.
Mezi zajímavá místa patří již zmíněné jezero Neagh, oblast Glens of Antrim (česky „Antrimská údolí“), Giant's Causeway (česky „Obrův chodník“) a Bushmills s nejstarší palírnou whiskey na světě.[zdroj?]

## Zajímavosti
V této části Irska byly objeveny zkamenělé pozůstatky druhohorních dinosaurů, jako první a dosud jediné v této části Velké Británie.